# いて座A
いて座A（いてざえー、Sagittarius A, Sgr A）は我々の銀河系の中心に存在する電波源の複合体である。天球上ではいて座に位置する。
いて座Aは三つの部分からなる。超新星残骸であるいて座Aイースト、渦巻腕状の構造を持ついて座Aウエスト、およびいて座Aウエストの渦巻の中心にある非常に明るくコンパクトな電波源のいて座A*（いてざ・エー・スター）である。
多くの天文学者は、我々の銀河系の中心には大質量ブラックホールが存在する証拠があると考えている。いて座A*はこの大質量ブラックホールの存在場所の最有力候補と考えられている。
ドイツのマックス・プランク研究所のライナー・ショーデルを始めとする国際研究チームはいて座A*の近くにある S2 と呼ばれる恒星の運動を約10年間にわたって観測し、いて座A*が非常に重くコンパクトな天体であるという証拠を得た。この結果はいて座A*がブラックホールであるという仮説とよく合い、この仮説を支持する強い証拠である。
彼らは S2 のケプラー軌道を解析することで、いて座A*の位置には 3.7 ± 1.5 x 106 太陽質量の質量が半径 17 光時 (120AU) という狭い範囲内に存在していると求めた。